# Енні Росс
Енні Росс (англ. Annie Ross, при народженні Аннабел Аллен Шорт, англ. Annabelle Allan Short; 25 липня 1930, Лондон — 21 липня 2020, Нью-Йорк) — британсько-американська джазова співачка та акторка.

## Життєпис
Народилась 25 липня 1930 року в Лондоні в родині акторів Джона Шорта та Мері Аллен. Її старшим братом був актор Джиммі Логан (1928—2001). У віці чотирьох років разом з родиною переїхала до Нью-Йорка, де майже одразу по приїзді виграла контракт з MGM, перемігши у вокальному конкурсі на радіо. Після цього вона зі своєю тіткою — співачкою та акторкою Еллою Логан — переїхала до Лос-Анджелесу, а решта родини повернулася до Шотландії.
1943 року вона зіграла Розі, сестру персонажа Джуді Гарленд, у фільмі «Вистава Лілі Марс» за твором Буса Таркінгтона. У 14 років написала пісню «Let's Fly», яка перемогла на конкурсі і була записана Джонні Мерсером та «The Pied Pipers». Скоро після цього вона покинула школу, змінила ім'я на Енні Росс та переїхала до Європи, де розпочала кар'єру співачки.
1952 року власник Prestige Records Боб Вайншток замовив їй тексти для джазового соло; наступного дня він отримав «Twisted» — варіацію однойменної композиції саксофоніста Ворделла Грея 1949 року. Пісня була випущена того ж року, стала хітом та отримала премію New Star журналу «Down Beat». 1957 року Енні Росс стала колегою Джона Гендрікса (1921—2017) та Дейва Ламберта (1917—1966) по вокальному джазовому тріо «Lambert, Hendricks & Ross». Перший же їхній спільний альбом зазнав великого успіху і став міжнародним хітом, — так само як і наступні шість альбомів. Наступні п'ять років тріо успішно гастролювало по всьому світу. 1962 року співачка покинула тріо: причиною стали проблеми зі здоров'ям, викликані героїновою залежністю. 1964 року Енні Росс відкрила власний нічний клуб у Лондоні, де виступали такі зірки як Джо Вільямс, Ніна Сімон, Аніта О'Дей та Ерролл Гарнер.
1972 року озвучила персонаж Брітт Екланд у фільмі «Плетена людина». 1976 року виконала вокальні номери замість Інгрід Тулін у скандальновідомому фільмі Тінто Брасса «Салон Кітті». У 1970-х та на початку 1980-х років грала в театральних постановках у Лондоні та Нью-Йорку. Також зіграла низку ролей у кіно (в основному другорядних), в тому числі Віру Вебстер у «Супермен 3» (1983), Роуз Брукс у «Відьомство» (1988) та тітоньку Рут у фільмі жахів «Істота в кошику 2» (1990). Зіграла невеликі ролі у фільмах Роберта Олтмена «Гравець» (1992) та «Короткі історії» (1993).
1949 року співачка мала стосунки з барабанщиком Кенні Кларком, від якого 1950 року народила сина Кенні-молодшого, якого виховували брат Кларка з дружиною. У 1950-х роках перебувала у стосунках з коміком Ленні Брюсом. 1963 року вступила у шлюб з актором Шоном Лінчем. Розлучилися 1975 року.
2001 року співачка отримала американське громадянство.
Енні Росс померла 21 липня 2020 року у Нью-Йорку за чотири дні до свого 90-го дня народження від емфіземи легень в сукупності з серцевою хворобою.

## Дискографія
- New Sounds from France (1950)
- Annie by Candlelight (1956)
- Cranks (1956)
- Gypsy (1959)
- A Gasser! (1959)
- Annie Ross Sings a Song with Mulligan! (1959)
- Sings a Handful of Songs (1963)
- Loguerhythms: Songs from the Establishment with Tony Kinsey (1963)
- '"Portrait of Annie Ross (1965)
- Recorded at the Tenth German Jazz Festival in Frankfurt with Pony Poindexter (1966)
- Fill My Heart with Song (1968)
- Singin' 'n' Swingin with Dorothy Dunn, Shelby Davis (1969)
- You and Me Baby (1971)
- In Hoagland with Hoagy Carmichael, Georgie Fame (1981)
- Like Someone in Love (1983)
- Music Is Forever (1996)
- Live in London (2003)
- To Lady with Love (2014)

Спільно з Джоном Гендріксом та Дейвом Ламбертом:
- Sing a Song of Basie (1958)
- The Swingers! (1959)
- Sing Along (1959)
- The Hottest New Group in Jazz (1959)
- Sing Ellington (1960)
- High Flying (1961)
- The Real Ambassadors (спільно з Луї Армстронгом, Дейвом Брубеком та Кармен Макрі) (1962)
- Everybody's Boppin (1989)

## Нагороди
- 2010 — Маестро джазу

## Вибрана фільмографія
| Рік  |   | Українська назва             | Оригінальна назва          | Роль                     |
| ---- | - | ---------------------------- | -------------------------- | ------------------------ |
| 1943 | ф | Вистава Лілі Марс            | Presenting Lilly Mars      | Розі                     |
| 1972 | ф | До самого ранку              | Straight On till Morning   | Ліза                     |
| 1973 | ф | Плетена людина               | The Wicker Man             | Віллоу Макгрегор (голос) |
| 1974 | ф | Фаворит                      | Dead Cert                  | місіс Мервін             |
| 1976 | ф | Дорогий Альфі                | Alfie Darling              | Клер                     |
| 1976 | ф | Салон Кітті                  | Salon Kitty                | Кітті Келлерман (вокал)  |
| 1979 | ф | Янкі                         | Yanks                      | жінка з Червоного хреста |
| 1983 | ф | Супермен 3                   | Superman III               | Віра Вебстер             |
| 1983 | ф | Смішні гроші                 | Funny Money                | Діана Шерман             |
| 1987 | ф | Скинь маму з поїзда          | Throw Momma from the Train | місіс Газельтайн         |
| 1988 | ф | Відьомство                   | Withery                    | Роуз Брукс               |
| 1990 | ф | Істота в кошику 2            | Basket Case 2              | бабуся Рут               |
| 1990 | ф | Врубай на повну котушку      | Pump Up the Volume         | Лоретта Крессворд        |
| 1991 | ф | Істота в кошику 3: Потомство | Basket Case 3: The Progeny | бабуся Рут               |
| 1992 | ф | Гравець                      | The Player                 | камео                    |
| 1993 | ф | Короткі історії              | Short Cuts                 | Тесс Трейнер             |
| 1994 | ф | Блакитне небо                | Blue Sky                   | Лідія                    |